# Corethrella ramentum
Corethrella ramentum är en tvåvingeart som beskrevs av Art Borkent 2008. Corethrella ramentum ingår i släktet Corethrella och familjen Corethrellidae. Inga underarter finns listade i Catalogue of Life.